# Dolna Beczwa
Dolna Beczwa (cz. Rožnovská Bečva, lub Dolní Bečva) – rzeka na Morawach w Czechach o długości 37,6 km i powierzchni dorzecza 254,4 km².
Rzeka źródła ma na stokach szczytu Vysoká w Górach Wsetyńskich. Przepływa przez miejscowości Horní Bečva, Prostřední Bečva, Dolní Bečva, Rožnov pod Radhoštěm, Zubří, Střítež nad Bečvou, następnie w miejscowości Valašské Meziříčí z połączenia Dolnej i Górnej Beczwy powstaje rzeka Beczwa.
W górnym biegu, w miejscowości Horní Bečva, została przegrodzona zaporą, dzięki czemu powstał zbiornik Horní Bečva.